# Robert Durrer
Robert Durrer (* 2. März 1867 in Stans; † 14. Mai 1934 ebenda) war ein Schweizer Historiker, Kunsthistoriker, Richter und Archivar und galt als «einer der besten Kenner innerschweizerischer Geschichte».

## Leben
Robert Durrer war Katholik und der einzige Sohn (neben vier Schwestern) des achtmaligen Landammanns und Nationalrates Robert Durrer (1836–1889) und der Enkel des Gemeinderats von Stans, Geschäftsagenten und Händlers Anton Albert Durrer (1793–1865). Von 1883 bis 1885 besuchte er Kunstschulen in Bern und Genf, 1885–1889 das Gymnasium in Einsiedeln, dann in Sarnen. Von 1889 bis 1891 studierte er Rechtswissenschaft in Bern, von 1891 bis 1893 Geschichte in Zürich. 1893 promovierte er zum Dr. phil. Ab 1893 arbeitete er an der Statistik schweizerischer Kunstdenkmäler (später Kunstdenkmäler der Schweiz) mit. 
Von 1901 bis 1907 war er Gemeinderat und Kirchenrat in Stans. Er war von 1895 bis 1934 Kantonsrichter und von 1896 bis 1934 Staatsarchivar des Kantons Nidwalden.

## Wirken
1894 war Durrer zusammen mit Josef Zemp befasst mit der kunsttopographischen Aufnahme des Klosters St. Johann in Müstair; 1906 entdeckten sie in einem Kellerraum des Westtraktes den dortigen Wandbildzyklus vermutlich aus dem 11. Jahrhundert. Befreundet war Durrer u. a. mit dem Zürcher Professor für Kunstgeschichte Linus Birchler (1893–1967). 1901 schuf der das Gemeindewappen von Oberdorf, auch die Wappen anderer Orte, auch entwarf der die Fahne der Schweizergarde. Ihm wurde das päpstliche Komturkreuz des heiligen Gregor verliehen. Er ist Officier de l’Ordre de la Couronne Belge. Seine Werke über die Kunstdenkmäler in Unterwalden und vor allem sein Quellenwerk zu Niklaus von Flüe gelten nach wie vor als Standardwerke.
1921 schuf er mit dem Maler Albert Hinter und dem Kunststudenten Hans von Matt das monumentale Votivbild in der unteren Ranftkapelle in Flüeli-Ranft. Durrer lieferte für das Wandbild den Entwurf. Am 16. September 1921 war das Werk weitgehend vollendet.
Im Stiftsarchiv Engelberg befinden sich Notizbücher, Korrespondenz und Nachlass. Aus «Verärgerung über einige Politiker» vermachte er den Nachlass nicht dem Historischen Verein des Kantons Nidwalden oder der Kantonsbibliothek. Das Nidwaldner Museum zeigt Tafelaufsätze, Trinkgefässe und ein Spielzeugpferd Robert Durrers.

## Werke (Auswahl)
- Die Verheerungen des Lieli- und Trästlibaches in Beckenried und der Wetterschaden in Nidwalden den 4. Juli 1883: Bericht des Centralhülfscomité über die zu Gunsten der Geschädigten eingegangenen Liobesgaben und deren Vertheilung an Landammann und Regierungsrath von Nidwalden. 12. Juli 1885, Buchdruckerei von Paul von Matt, Stans 1885.
- Die Freiherren von Ringgenberg, Vögte von Brienz, und der Ringgenberger Handel. In: Jahrbuch für schweizerische Geschichte. (ISSN 1013-0640) 21 (1896), S. 195–391.
- Die Bundesbriefe der alten Eidgenossen, 1291–1513. Nach den Originalen bearb. und mit Erläuterungen versehen von Dr. Robert Durrer. Zürcher & Furrer, Zürich 1904.
- Die Schweizergarde in Rom und die Schweizer in päpstlichen Diensten. H. von Matt, Stans 1906 / Räber, Luzern 1927.
- Die Fischereirechte in Nidwalden. In: Beiträge zur Geschichte Nidwaldens. 10 (1907), S. 29–84
- Die ersten Freiheitskämpfe der Urschweiz. In: Schweizer Kriegsgeschichte. [Bern] 1 (1915), S. 74–98
- Kriegsbetrachtungen (= Schriften für Schweizer Art und Kunst, 24/25). Zürich 1915.
- Die Gemeindewappen Unterwaldens. In: Beiträge zur Geschichte Nidwaldens. 26 (1959), S. 44–67; auch in: Schweizer Archiv für Heraldik, 1917; auch als Separatdruck, Stans 1918.
- Robert Durrer (Hrsg.): Bruder Klaus. Die ältesten Quellen über den seligen Niklaus von Flüe, sein Leben und seinen Einfluss. Regierungsdruckerei, Sarnen 1917ff, Nachdruck 1981, 2 Bände.
- Das Frauenkloster Engelberg als Pflegestätte der Mystik: seine Beziehungen zu den Strassburger Gottesfreunden und zu den frommen Laienkreisen der Innerschweiz. In: Der Geschichtsfreund. Mitteilungen des Historischen Vereins der Fünf Orte, 76 (1921), S. 195–218.
- Die Kunstdenkmäler des Kantons Unterwalden (= Die Kunstdenkmäler der Schweiz, 1). Schweizerisches Landesmuseum, Zürich 1899–1928; Nachdruck Birkhäuser Verlag, Basel 1971.
- Glarner Fahnenbuch. Hrsg. vom Historischen Verein des Kantons Glarus. Bearbeitet von Robert Durrer. Zürich 1928.
- Studien zur ältesten Geschichte Luzerns und des Gotthardweges. In: Der Geschichtsfreund. Mitteilungen des Historischen Vereins der Fünf Orte, 84 (1929), S. 1–72.
- Das Testament des Obwaldner Landammanns Nikolaus von Rüdli, des jüngeren, vom Jahre 1442: Ein Beitrag zur innerschweizerischen Rechts- und Kulturgeschichte. In: Der Geschichtsfreund. Mitteilungen des Historischen Vereins der Fünf Orte, 85 (1930), S. 196–234.
- Diebold Schilling: Luzerner Bilderchronik 1513: zur VI. Jahrhundertfeier des Eintrittes Luzerns in den Bund der Eidgenossen. Hrsg. von der Einwohner- und Korporationsgemeinde Luzern; bearbeitet von Robert Durrer und Paul Hilber. Sadag, Genf 1932.
- Heinrich Angst, erster Direktor des Schweizerischen Landesmuseums, britischer Generalkonsul. Zu Ende geführt von Fanny Lichtlen. Tschudi, Glarus 1948.
- Das Wappen von Unterwalden. In: Beiträge zur Geschichte Nidwaldens, 26 (1959), S. 9–43.
- Gutachten über die Schreibweise der Nidwaldner Familiennamen. In: Beiträge zur Geschichte Nidwaldens, 26 (1959), S. 68–73.